# Крушевље
Крушевље је археолошки локалитет који се налази у близини села Свилош у општини Беочин. У питању је касноантичка римска некропола са скелетним гробовима који су датовани између 270. и 360. године наше ере.

## Историјат
Према подацима добијеним од мештана, и на основу површинских налаза људских костију на месту званом Старо гробље утврђено је постојање некрополе. Због угрожености локалитета предузета су систематска заштитна ископавања блоковским системом истраживања од 1976. до 1983. године, са прекидима. Испитивање су заједно реализовали Војвођански музеј и Покрајински завод за заштиту споменика културе.
Истражен је већи део римске некрополе према северу и западу, до подножја терена са касносредњовековним гробовима, са претпоставком да је захватала површину од 3484 m2. Постоје индиције да се некропола ширила према истоку, а на западу и средишњем делу се поклапа са касносредњовековном некрополом, која је лоцирана на истом простору.
У некрополи је испитано 45 гробова, који садрже скелете око 60 мушкараца, жена и деце. Нађени предмети су већином саставни део одеће, накита и фризуре покојника (фибуле, наушнице, ниске, наруквице, прстење, пређице, укоснице). Гробни прилози су знатно бројнији и укључују керамичке, металне и стаклене судове, лампе, ножеве, кутије за накит и новац.
Откриће некрополе представља значајан допринос проучавању некропола 3. и 4. века у јужном делу римске провинције Панонија Секунда.